# Oxytate leruthi
Oxytate leruthi är en spindelart som först beskrevs av Roger de Lessert 1943.  Oxytate leruthi ingår i släktet Oxytate och familjen krabbspindlar. Inga underarter finns listade i Catalogue of Life.